# Voigtländers Quellenbücher
Voigtländers Quellenbücher sind eine bei dem Verlag Robert Voigtländer in Leipzig erschienene monografische Reihe. Die Buchreihe erschien von 1912 bis ca. 1919. Insgesamt erschienen 98 Bände.
Den Verlagsangaben zufolge wollte der Verlag in die Lücke treten, wohlfeile Quellenbücher als volkstümliches Gemeingut und doch in wissenschaftlich-kritischer Bearbeitung vorzulegen. Die folgende Übersicht erhebt keinen Anspruch auf Aktualität oder Vollständigkeit:

## Übersicht
- 1. Die ersten deutschen Eisenbahnen Nürnberg-Fürth und Leipzig-Dresden hrsg. von Friedrich Schulze. Leipzig, Voigtländer, [ca. 1912]
- 2. Brandenburg-Preußen auf der Westküste von Afrika 1681 bis 1721, verfaßt vom Großen Generalstabe, Abt. für Kriegsgeschichte. Leipzig, Voigtländer, [1912]
- 3. Von der Heilkunde der alten Römer, nach dem Werke des Römers Cornelius Celsus herausgegeben von Th. Meyer-Steineg. Leipzig, Voigtländer, [1918] (zuerst 1912. Cornelius Celsus über Grundfragen der Medizin)
- 4. Ausgewählte Briefe des Feldmarschalls Leberecht von Blücher. Hrsg. v. Friedrich Schulze. Leipzig, Voigtländer, [ca. 1912]
- 5. Die Kämpfe mit Hendrik Witboi 1894 und Witbois Ende. Theodor Leutwein. Leipzig, Voigtländer, [1912]
- 6. Die Belagerung, Eroberung und Zerstörung der Stadt Magdeburg am 10.–20. Mai 1631; mit einer Ansicht der Belagerung nach einem alten Stiche und einem Plane von Otto von Guericke. Nach der Ausg. von Friedrich Wilhelm Hoffmann neu hrsg. von Horst Kohl. Leipzig, Voigtländer, [1912]
- 7. Die Straßenkämpfe in Berlin am 18. und 19. März 1848, mit drei Plänen verfaßt von Hubert von Meyerinck, Generalleutnant; neu herausgegeben von Horst Kohl. Leipzig, R. Voigtländers Verlag, [1911?]
- 8. Deutsche Hausmöbel bis zum Anfang des 19. Jahrhunderts, von Dr. Otto Pelka, Direktorialassistent am Kunstgewerbemuseum in Leipzig. Leipzig, R. Voigtländer-Verlag, [1912?]
- 9. Deutschlands Einigungskriege 1864–1871: 1 Der Deutsch-Dänische Krieg 1864 hrsg. von Horst Kohl. Leipzig, Voigtländer, 1912
- 10. Deutschlands Einigungskriege 1864–1871: 2 Der Deutsche Krieg 1866 hrsg. von Horst Kohl. Leipzig, Voigtländer, 1912
- 11. Wie sich die alten Römer den Erdkreis vorstellten. (mit Band 31) von Pomponius Mela, Ü: Hans Philipp
- 12. Robert Mayer über die Erhaltung der Kraft. Vier Abhandlungen neu herausgegeben und mit einer Einleitung sowie Erläuterungen versehen von Dr. Albert Neuburger. Leipzig, R. Voigtlaender Verlag, 1911
- 13. Vulkanausbrüche in alter und neuer Zeit nach den Berichten von Augenzeugen hrsg. von Paul Schneider. Leipzig, Voigtländer, [ca. 1911]
- 14. Von dem tödlichen Dampff der Holtz-Kohlen: eine erbauliche und lehrreiche Geschichte vom Kohlengas und dem Teuffel, zu gemeinem Nutz dem Druck überlassen hrsg. von Albert Neuburger. Leipzig, Voigtländer, [1912]
- 15. Antike Quellen zur Geschichte der Germanen: 1 Von den Anfängen bis zur Niederlage der Cimbern und Teutonen zsgest., übers. u. erl. von Curt Woyte. Leipzig, Voigtländer, 1912
- 16. Deutschlands Einigungskriege 1864–1871. T. 3, Der Deutsch-Französische Krieg 1870–1871 Abt. 1 Bis zur Schlacht bei Sedan hrsg. von Horst Kohl. Leipzig, Voigtländer, [1912]
- 17. Aus dem Leben vornehmer Ägypter. Von ihnen selbst erzählt hrsg. von Günther Roeder. Leipzig, Voigtländer, 1912
- 18. Ritter Grünembergs Pilgerfahrt ins Heilige Land 1486, hrsg. u. übers. von Johann Goldfriedrich ... Mit 24 Nachbild. d. Handzeichn. Grünembergs. Leipzig, Voigtländer, [1912]
- 19. Hofleben in Byzanz mit einem Plan des alten Kaiserpalastes von Konstantinopel zum ersten Male aus den Quellen übers., eingel. und erl. von Karl Dieterich. Leipzig, Voigtländer, [1912]
- 20. Ueber die Luftpumpe und den Luftdruck. Otto von Guericke. Aus d. 3. Buch d. Magdeburg. Versuche neu übers. u. m. e. Einl. vers. von Willy Bein. Leipzig, Voigtlaender, 1912
- 21. Thomas Platter: ein Lebensbild aus dem Jahrhundert der Reformation, hrsg. von Horst Kohl. Leipzig, Voigtländer, 1912
- 22. Die Begründung des Deutschen Reichs in Briefen und Berichten der führenden Männer, herausgegeben von Horst Kohl. Leipzig, R. Voigtländers Verlag, [1912]
- 23. Die Grundzüge der gotischen Baukunst von Johannes Schinnerer. Leipzig, Voigtländer, [1918]
- 24. Preußisches Soldatenleben in der Fridericianischen Zeit, hrsg. u. eingel. von Raimund Steinert. Leipzig, Voigtländer, 1912
- 25. Albrecht Dürers Briefe, Tagebücher und Reime. Hrsg. von Hans Wolff. Leipzig, Voigtländer, [1912]
- 26. Der Feldzug von 1812: Denkwürdigkeiten eines württembergischen Offiziers; mit einem Schlachtplan und 1 Übersichtskarte [Hauptmann von Kurz]. Hrsg. von Horst Kohl. Leipzig, Voigtländer, 1912
- 27. Der belgische Aufruhr unter der Regierung Josefs II. (1789–1790). Georg Forster. Hrsg. und mit Einl. und Anmerkungen vers. von Georg Lorenz. Leipzig, Voigtländer, [1912]
- 28. Der diluviale Mensch und seine Zeitgenossen aus dem Tierreiche, m. 3 Kartenskizzen u. 47 Abbildungen, v. Karl Hermann Jacob, [1912]
- 29. Erinnerungen aus den Jahren 1813 und 1814. Hg.: Karl Linnebach [1912]
- 30. Der schwarze Tod und seine Gesellen von den Volksseuchen, ihren Erregern und deren Entdeckung, hrsg. von J. Grober. Leipzig, Voigtländer, [1918]
- 31. Wie sich die alten Römer den Erdkreis vorstellten. (mit Band 11) von Pomponius Mela, Ü: Hans Philipp
- 32. Vom Geheimnis des Lebens: Entdeckung der Zelle, Zellenbildung und Zellenvermehrung, mit 18 Abbildungen und 3 Bildnissen herausgegeben von Dr. Gottfried Brückner. Leipzig, R. Voigtländer's Verlag, [1918]
- 33. Aus deutschen Rechtsbüchern (Sachsenspiegel, Schwabenspiegel, Kleines Kaiserrecht, Ruprecht von Freysing) hrsg. von Hans Fehr. Leipzig, Voigtlaender, [1912]
- 34. Der Kampf Heinrichs IV. und Gregors VII. Hrsg. von Fritz Schillmann. Leipzig, Voigtländer, [1912]
- 35. Lebenserinnerungen des Generals Dumouriez, von Charles Francois Du Perier Dumouriez [1912]
- 36. Deutsche Lutherbriefe, ausgewählt u. erl. von Hans Preuß. Leipzig, Voigtländer, 1912
- 37. Wie Deutsch-Ostafrika entstand, von Dr. Carl Peters, [1912]
- 38. Ein deutscher Bürger des sechzehnten Jahrhunderts: Selbstschilderung des Stralsunder Bürgermeisters Bartholomäus Sastrow hrsg. von Horst Kohl. Leipzig, Voigtländer, [1912]
- 39. Im Kampf um das Weltsystem (Kopernikus und Galilei), von Adolf Kistner. Leipzig, Voigtländer, [1912]
- 40. Die hugenottischen Märtyrer von Lyon und Johannes Calvin: Berichte und Briefe übers. von Rudolf Schwarz. Leipzig, Voigtländer, [circa 1913]
- 41. Der Kraftwagen, sein Wesen und Werden, von Albert Neuburger. Leipzig, Voigtländer, [1913]
- 42. Lutherbildnisse, mit 36 Abbildungen historisch-kritisch ges. und erl. von Hans Preuß. Leipzig, Voigtländer, [1913]
- 43. Die erste Entdeckung Amerikas im Jahre 1000 n. Chr., von Gustav Neckel. Leipzig, Voigtländer, [1913]
- 44. Gottesurteile, hrsg. von Heinrich Glitsch. Leipzig, Voigtländer, [1913]
- 45. Die Entdeckung des Generationswechsels in der Tierwelt, hrsg., mit einer Einl. sowie mit erl. Anm. vers. von Friedrich Klengel. Leipzig, Voigtländer, [1913]
- 46. Blüchers Zug Auerstedt bis Ratkau und Lübecks Schreckenstage 1806: Quellenberichte zus. gest. von Horst Kohl. Leipzig, Voigtländer, (1913)
- 47. Ein kriegerischer Kaufmannszug durch Mexiko: aus den hinterlassenen Papieren des Vizekonsuls für Mexiko H. Wilmanns. Leipzig, Voigtländer, [1913]
- 48. Ulrichs von Richental Chronik des Konzils zu Konstanz 1414–1418, hrsg. von Otto H. Brandt. Leipzig, Voigtländer, [ca. 1913]
- 49. Die Geschichte der Dampfmaschine bis James Watt: die wichtigsten auf die Entwicklung der Dampfmaschine bezüglichen Quellen, einschließlich der bis auf James Watt erteilten englischen Dampfmaschinen-Patente zusammengest. und mit Erl. versehen von Max Geitel. Leipzig, Voigtländer, [ca. 1913]
- 50. Von der glücklichen Victorie zu Fehrbellin wieder die Schweden 1675 nach Berichten und Briefen der führenden Männer, hrsg. von Melle Klinkenborg. Leipzig, Voigtländer, [1913]
- 51. Deutschlands Einigungskriege 1864–1871: T. 3. Der Deutsch-Französische Krieg 1870–1871 2 Die Belagerung von Metz hrsg. von Horst Kohl. Leipzig, Voigtländer, [1913]
- 52. Antike Quellen zur Geschichte der Germanen 2 Von den Kämpfen Cäsars bis zur Schlacht im Teutoburger Walde zsgest., übers. u. erl. von Curt Woyte. Leipzig, Voigtländer, 1922
- 52. Antike Quellen zur Geschichte der Germanen: 2 Von den Kämpfen Cäsars bis zur Schlacht im Teutoburger Walde zsgest., übers. u. erl. von Curt Woyte. Leipzig, Voigtländer, 1913
- 53. Die Frühlingszeit des deutschen Volksturnens, mit 2 Abbildungen nach den Quellen zusammengestellt von Dr. Carl Cotta. Leipzig, R. Voigtländers Verlag, [1913]
- 54. Der Untergang des alten Preußen (Jena und Auerstedt): Quellenberichte zsgest. von Horst Kohl. Leipzig, Voigtländer, 1913
- 55. Briefe in Auswahl. Elisabeth Charlotte <Orléans, Duchesse>. [Hrsg.] Hermann Bräuning-Oktavio. Leipzig, Voigtländer, 1913
- 56. Lebenserinnerungen von Dr. med. C. H. Alexander Pagenstecher: 1 Als Student und Burschenschaftler in Heidelberg von 1816 bis 1819 hrsg. von Alexander Pagenstecher. Leipzig, Voigtländer, 1913
- 57. Lebenserinnerungen von Dr. med. C. H. Alexander Pagenstecher: 2 Als Abgeordneter in Frankfurt im Jahre 1848 hrsg. von Alexander Pagenstecher. Leipzig, Voigtländer, 1913
- 58. Lebenserinnerungen von Dr. med. C. H. Alexander Pagenstecher: 3 Revolutionäre Bewegungen im Rheinlande 1830 bis 1850 hrsg. von Alexander Pagenstecher. Leipzig, Voigtländer, 1913
- 59. Tagesbuchblätter aus dem Jugendleben eines deutschen Arztes des 16. Jahrhunderts. Felix Platter. Hrsg. von Horst Kohl. Leipzig, Voigtländer, [1913]
- 61. Aus den italienischen Unabhängigkeitskriegen 1848 bis 1866 2 Die Feldzüge von 1859 und 1866 hrsg. von Walter Friedensburg. Leipzig, Voigtländer, [ca. 1913]
- 62. Die Gründung des Deutschen Zollvereins, dargest. von Heinrich v. Treitschke. Leipzig, Voigtländer, 1913
- 63. Der Untergang der Ostgoten: ausgewählte Abschnitte aus Prokops Gotenkrieg übers. und hrsg. von Albrecht Keller. Leipzig, Vogtländer, [ca. 1920]
- 64. Jean François Millet: ein Künstlerleben in Briefen, mit 6 Abbildungen herausgegeben von Dr. Hans Wolff. Leipzig, R. Voigtländers Verlag, [1913]
- 65. Erlasse und Briefe des Königs Friedrich Wilhelm I. von Preußen, hrsg. von Wilhelm Moritz Pantenius. Leipzig, Voigtländer, 1913
- 66. Historia der Herren Georg und Kaspar von Frundsberg von Adam Reißner; nach der 2. Auflage von 1572 herausgegeben von Dr. Karl Schottenloher, Kustos an der Kgl. Hof- und Staatsbibliothek in München. Leipzig, R. Voigtländers Verlag, [1914?]
- 67. Geschichte der schweizerischen Eidgenossenschaft bis zum Abschluß der mailändischen Kriege (1516): Darstellung und Quellenberichte herausgegeben von Ernst Gagliardi. Leipzig, R. Voigtländers Verlag, [1912?]
- 68. Geschichte der Reformation. Friedrich Myconius. Hrsg. von Otto Clemen. Leipzig, Voigtländer, [1914]
- 69. Die "Lebenskraft" in den Schriften der Vitalisten und ihrer Gegner, hrsg. von Alfred Noll. Leipzig, Voigtländer, [1914]
- 70. Sturm und Drang: Quellenstücke zur literarischen Revolution der Originalgenies [Hrsg.] Karl Credner. Leipzig, Voigtländer, 1914
- 71. Der Deutsche Bauernkrieg in zeitgenössischen Quellenzeugnissen: 1 Vorspiele zum Bauernkrieg – der Bauernkrieg in Schwaben übertragen und hrsg. von Hermann Barge. Leipzig, Voigtländer, [1914]
- 72. Aus der Zeit der Demagogenverfolgungen, von Robert Geerds. Leipzig, Voigtländer, [ca. 1914]
- 73. Luther und der Wormser Reichstag 1521: Aktenstücke und Briefe zsgest. von Johannes Kühn. Leipzig, Voigtländer, [1914]
- 74. Deutschlands Einigungskriege 1864–1871: T. 3. Der Deutsch-Französische Krieg 1870–1871 3 Belagerung von Paris hrsg. von Horst Kohl. Leipzig, Voigtländer, [1913]
- 75. Die Entdeckung der Elektrizität, dargestellt von Friedrich Dannemann. Leipzig, Voigtländer, [ca. 1914]
- 76. Newe Reisebeschreibung nacher Jerusalem undt dem H. Landte beschrieben undt in Truckh außgegangen durch Laurentium Slisansky anno 1622. Laurentium Slisansky. [Hrsg. Franz Freiherr von Tunkl]. Leipzig, Voigtländer, [ca. 1914]
- 77. Die Jesuiten: Ordensleben und Schicksale hrsg. von Alfred Miller. Leipzig, Voigtländer, [1914]
- 78. Die Bekehrung der Germanen zum Christentum: 1 Die Bekehrung der Franken und Angelsachsen von Theodor Hänlein. Leipzig, Voigtländer, 1914
- 78a. Die Bekehrung der Germanen zum Christentum: 2 Die Ausbreitung des Christentums bei den Franken und Alamannen. Die Bekehrung der Hessen und Thüringer. Die Begründung der deutschen Kirche durch Bonifazius von Theodor Hänlein. Leipzig, Voigtländer, 1914
- 79. Quellen zur brandenburgisch-preussischen Geschichte. 1. Band: Von den Anfängen bis zum Jahre 1415 von Professor Hans Bahr. Leipzig, R. Voigtländers Verlag, [1914?]
- 80. Quellen zur brandenburgisch-preussischen Geschichte. 2. Band: Von Friedrich I. bis Joachim I. von Professor Hans Bahr. Leipzig, R. Voigtländers Verlag, [1914?]
- 81. Der Deutsche Bauernkrieg in zeitgenössischen Quellenzeugnissen: 2 Der Aufstand in Franken und im Odenwald – Niederwerfung des Aufstandes in Süddeutschland, mit 2 Kt.-Pl. übertragen und hrsg. von Hermann Barge. Leipzig, Voigtländer, [1914]
- 82. Goethes Rom in fünfundvierzig gleichzeitigen Kupferstichen der beiden Piranesi, Vater und Sohn von Otto Th. Schulz. Leipzig, Voigtländer, [1914]
- 83. Antike Quellen zur Geschichte der Germanen: 3 Von den Kämpfen des Germanicus bis zum Aufstand der Bataver zsgest., übers. u. erl. von Curt Woyte. Leipzig, Voigtländer, [1915]
- 84. William Gilbert begründet die Lehre vom Erdmagnetismus 1600, hrsg. von Erich Boehm. Leipzig, Voigtländer, 1916
- 85. Fleisch- oder Pflanzenkost? Justus von Liebig über Nahrung, Ernährung, Zubereitung und Zusammensetzung der Speisen und Getränke hrsg. und mit Erl. versehen von Albert Neuburger. Leipzig, Voigtländer, [1916]
- 86. Antike Erzählerkunst: zwölf griechische Novellen gesammelt und übertr. von Ernst Schwabe. Leipzig, Voigtländer, [ca. 1915]
- 87. Die Eroberung von Konstantinopel durch die Kreuzfahrer im Jahre 1204; mit 2 Kt. von Gottfried von Villehardouin. Nach der Ausg. von P. Paris übers. u. hrsg. von Franz Getz. Leipzig, Voigtländer, [ca. 1915]
- 88. Der Stein der Weisen und die Kunst, Gold zu machen: Irrtum und Erkenntnis in der Wandlung der Elemente mitgeteilt nach den Quellen der Vergangenheit und Gegenwart von Willy Bein. Leipzig, Voigtländer, [1915]
- 89. Deutschlands Einigungskriege 1864–1871: T. 3 T. 3 Der deutsch-franz. Krieg 1870–1871 Abt. 4.5 Der Feldzug an der Loire hrsg. von Horst Kohl. Leipzig, Voigtländer, 1916
- 90. Quellen zur brandenburgisch-preussischen Geschichte: 3 Von Joachim II. bis zu Friedrich Wilhelm, dem Grossen Kurfürsten von Hans Bahr. Leipzig, Voigtländer, [1916]
- 91. Deutschlands Einigungskriege 1864–1871: T. 3 Der deutsch-französische Krieg 1870–1871 Abt. 6 Der Feldzug im Südosten Frankreichs hrsg. von Horst Kohl. Leipzig, Voigtländer, [1913]
- 92. Am Urquell des Lebens: die Entdeckung der einzelligen Lebewesen von Leeuwenhoek bis Ehrenberg von Kurt Nägler. Leipzig, Voigtländer, [ca. 1916]
- 93. Aus der Bibel der Natur: Merkwürdige Bilder aus d. Werkstatt e. alten Zoologen Jan Swammerdamm. Ausgezogen, neu bearb. u. hrsg. von Georg Stehli. Leipzig, Voigtländer, [1918]
- 94. Handhaft und Blutrache und andere Formen des mittelalterlichen Rechtsganges in anschaulichen Darstellungen, hrsg. von Hans Planitz. Leipzig, Voigtländer, [1918]
- 95. Dreissig Jahre Afrika: Livingstones Missions- u. Forschungsreisen in Afrika; Berichte aus s. Reisewerken ausgew. u. zsgef. von Julius Schäffer. Leipzig, Voigtländer, [ca. 1914]
- 96. Aus den Schreckenstagen der französischen Revolution: Berichte von Augenzeugen über die Septembermorde 1792 übersetzt und eingeleitet von Rudolf Malsch. Leipzig, Voigtländer, [1919]
- 97. Spartakus und der Gladiatorenkrieg 73-71 v. Chr., von Wilhelm Hartwig u. Karl Stelzer. Leipzig, Voigtländer, 1919
- 98. Antike Quellen zur Geschichte der Germanen: 4 Von den Kämpfen Domitians bis zur Völkerwanderung zsgest., übers. u. erl. von Curt Woyte. Leipzig, Voigtländer, 1919